# Sena Kobayakawa
Sena Kobayakawa (小早川 瀬那, Kobayakawa Sena), geralmente chamado de Sena (セナ), é um personagem fictício e o protagonista da série de mangá e anime Eyeshield 21, criado por Riichiro Inagaki e Yusuke Murata. Na série, ele é um estudante de ensino médio japonês do primeiro ano que entra para o clube de futebol americano da escola para evitar ser vítima de bullying. Sua habilidade em corridas melhora e ele é notado por Yoichi Hiruma, o capitão do time de futebol americano, que o convida para participar do Deimon Devil Bats e jogar como um running back do time sob o nome "Eyeshield 21". Sena já apareceu em outras mídias da série, incluindo jogos eletrônicos, episódios OVAs e light novels.
Quando ele pensou em criar um protagonista para a série, Inagaki pretendeu criar um "fracote" que é um bom atleta, então ele decidiu que o tema principal da série seria futebol americano, e, eventualmente, criou Sena. No OVA de 2003, que precedeu a série de anime, ele foi dublado por Romi Paku; no entanto, ela foi substituída por Miyu Irino na série de anime de televisão japonês de 2005. Sena foi bem recebido por publicações de mangá e anime. Várias mídias baseados foram criadas baseadas no personagem, incluindo figuras de ação, peças de cosplay e estátuas de cerâmica.

## Criação e interpretação de voz
Ao começar a escrever Eyeshield 21, Riichiro Inagaki planejava criar "um protagonista que no início seria fracote, mas que poderia jogar excepcionalmente bem em partidas desportivas" e com esta ideia decidiu que a história seria sobre futebol americano, e acabou criando Sena. Inagaki admitiu ser fã do St. Louis Rams e de um dos seus mais conhecidos jogadores, Marshall Faulk. Ele disse que ver o modo como Faulk corre serviu de inspiração para a criação do personagem. Além disso, seu nome é uma homenagem ao falecido piloto brasileiro de Fórmula 1, Ayrton Senna.
Na primeira adaptação do mangá Eyeshield 21, um OVA de 2003 exibido em uma Jump Festa intitulado The Phantom Golden Bowl, o personagem foi dublado pela dubladora Romi Paku. Na adaptação posterior, a voz de Paku não foi usada e Miyu Irino foi escolhido para ser novo dublador de Sena. E Kokoro Kikuchi emprestou a sua voz para dublar o personagem mais jovem.

## Aparições

### Eyeshield 21
Devido à sua baixa estatura e aparência frágil, Sena era maltratado por seus colegas na escola primária; sendo protegido por Mamori Anezaki, sua única amiga. O novo estudante, Riku Kaitani, ensina Sena como usar uma corrida explosiva para se livrar deles.
Logo após entrar no colegial, Sena foi coagido a jogar futebol americano por Yoichi Hiruma. Hiruma tinha visto Sena fugindo dos irmãos Ha-Ha, que queriam bater nele, e reconheceu a capacidade de corrida de Sena. Para esconder sua identidade, Sena usa um protetor ocular de cor verde para cobrir a parte superior de seu rosto durante os treinos e jogos, de modo que Sena poderia ter uma identidade secreta e, portanto, não podem ser recrutados por outros clubes desportivos, e também porque Mamori sua amiga e protetora não o deixaria jogar, então ele entra para o clube como secretário, mas Hiruma também usa a identidade secreta do Sena para blefar sobre seus recursos e intimidar seus adversários.

### Em outras mídias
Sena fez muitas outras aparições fora do mangá e do anime Eyeshield 21. Ele apareceu nos dois OVAs da série, ajudando a sua equipe derrotar o Uraharajuku Boarders durante um torneio chamado de Golden Bowl no primeiro e; tentando sobreviver ao lado de seus companheiros em uma ilha deserta no segundo. Como protagonista da série, ele é um personagem jogável em todos os jogos de Eyeshield 21. Apesar da maioria dos jogos seguirem a história original do mangá, em Devilbats Devildays, ele passa por histórias exclusivas. Em Eyeshield 21: Max Devil Power!, Sena inclusive pode defender outras equipes além do Deimon Devil Bats. Ele aparece ainda como um personagem de suporte no jogo Jump Super Stars e em sua sequência, Jump Ultimate Stars.

## Recepção
Em todas as enquetes oficiais de popularidade da Weekly Shōnen Jump, Sena esteve entre os cinco melhores colocados. Na primeira pesquisa, ele ficou em primeiro, mas nas demais enquetes ele ficou em segundo lugar sempre atrás de Yoichi Hiruma. As opiniões de publicações especializadas em anime e mangá sobre a personagem foram diversas. Na análise do primeiro capítulo de Eyeshield 21 Carlo Santos do Anime News Network classificou Sena como um "protagonista típico de shōnen", mas disse também que ele é "o oposto daqueles heróis falantes e desagradáveis, de outras séries". Jarred Pine do Mania.com, também comentou sobre ele ser um arquétipo de outras personagens, mas comentou que ele é "muito simpático e ajuda a alcançar um bom equilíbrio com as outras personagens, mais extrovertidas", além disso afirmou que "sua estréia no campo foi memorável, assim como foi intensa e divertida." Zac Bertschy escrevendo para o Anime News Network disse que "ao contrário de tantos outros heróis de shōnen sobre esporte, ele pára lastimando e duvidando de si mesmo" e complementou observando que ele é "introspectivo, bondoso e cheio de recursos, algo que a maioria dos heróis shōnen não alcançam no terceiro volume".